# Fenyőhervasztó fonálféreg

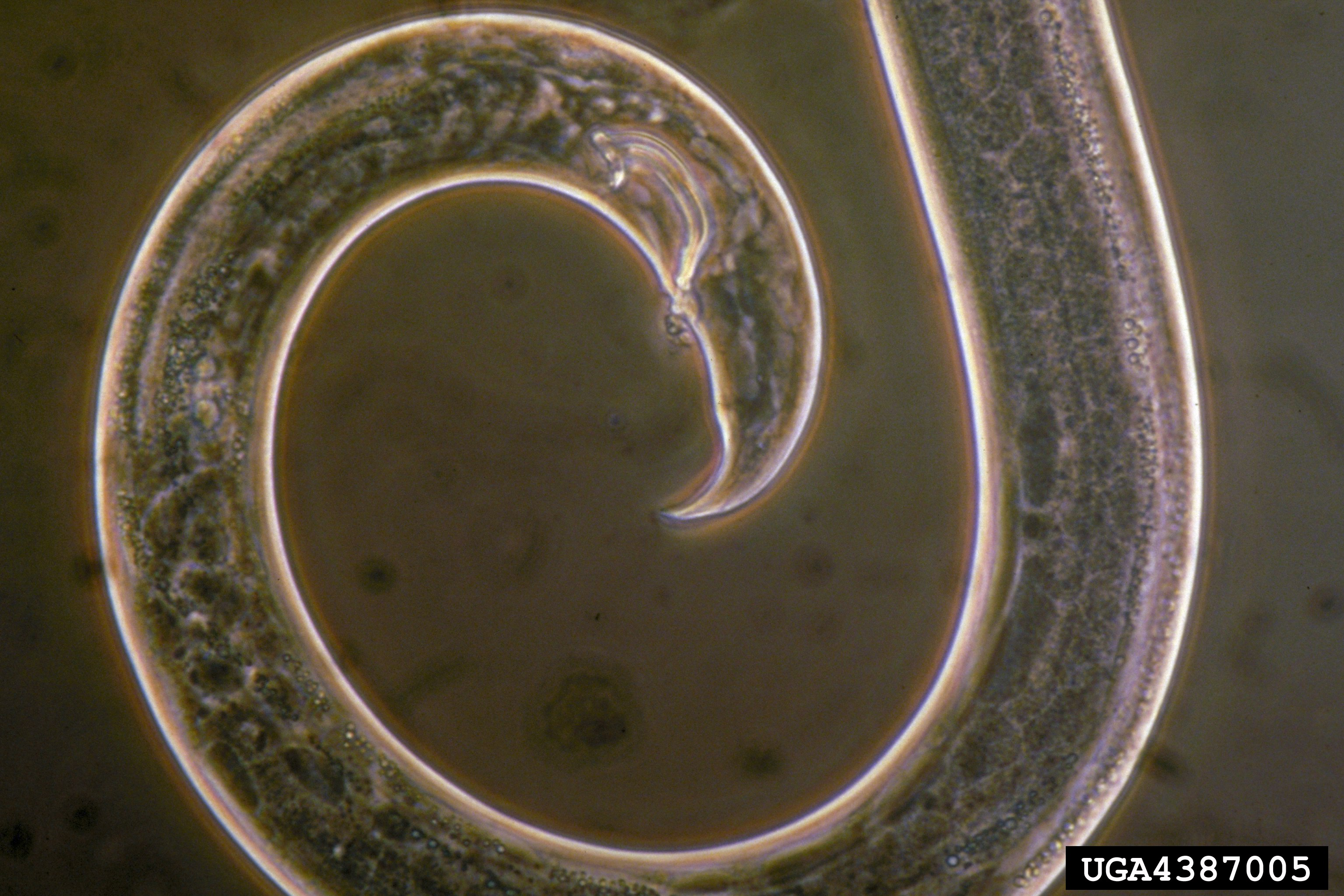
Fenyőhervasztó fonálféreg hím egyedről készült fénymikroszkópos felvétel

A fenyőhervasztó fonálféreg Észak-Amerikában őshonos, eredeti élőhelyén csak a betelepített fajok parazitálásával jelent károkat. A XX. században Ázsiában (Japánban) is leírták, nagy valószínűséggel kereskedelem útján került a kontinensre.

## Kártétele
Napjainkban Európában is komoly pusztítást végez fenyőfajokon (Pinus nigra, P. pinaster, P. sylvestris), így karanténfajként tartják nyilván. Szabályozás nélkül komoly kártétele várható Portugália, Spanyolország, Olaszország és Franciaország erdészeti fenyő állományain, becslések szerint a pénzben kifejezett veszteség 2008 és 2030 között 22 milliárd euróra tehető. Európa más részeit szerencsére nem fenyegeti.

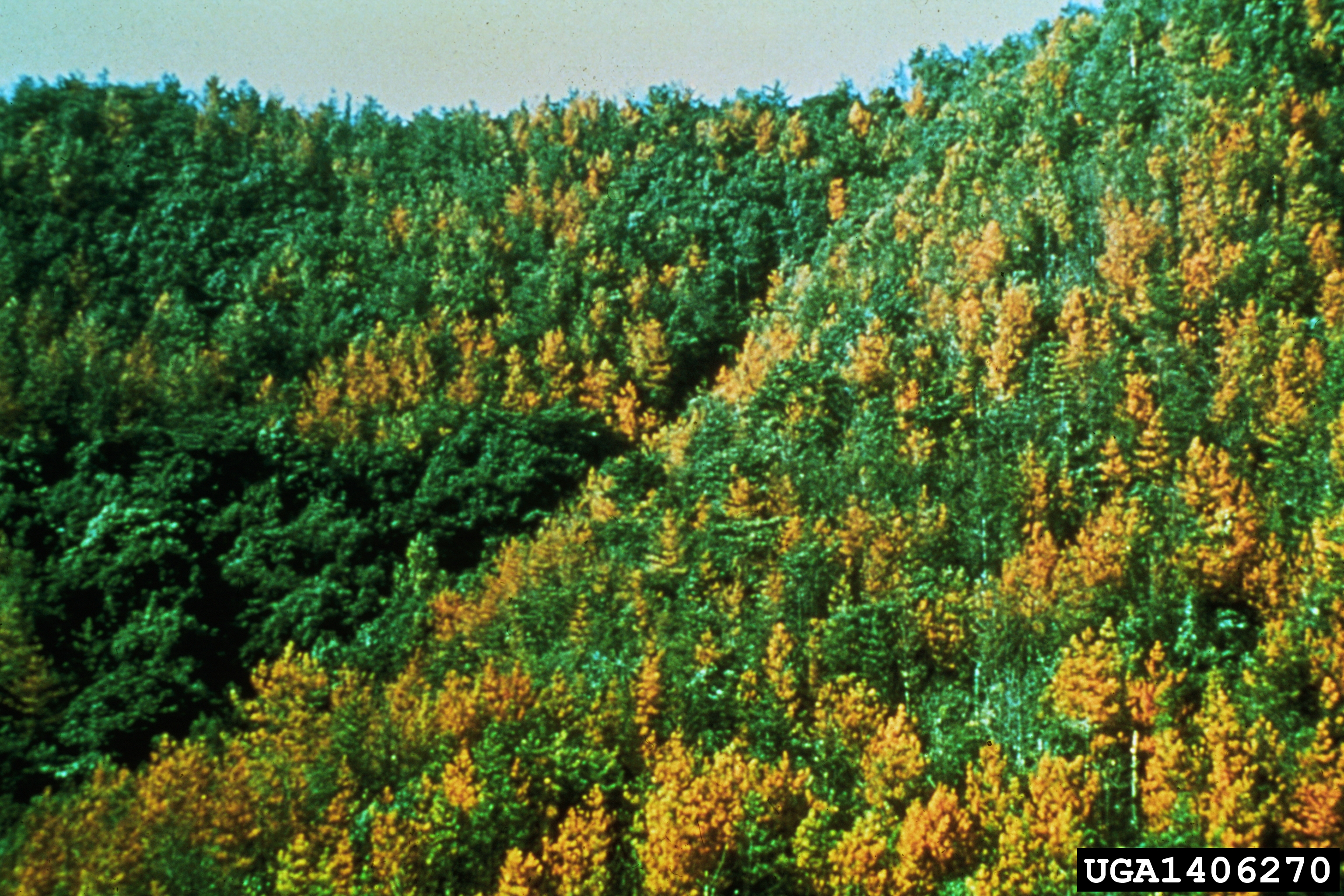
A fenyőhervasztó fonálféreg kártétele fenyőerdőben

Magyarországon a fenyőhervasztó fonálféreg még nincs jelen, így nem jelent fenyegetést. 

## Életciklusa
Mikofág (gombával táplálközó) és fitofág (növénnyel táplálkozó) életciklus is megfigyelhető a fenyőhervasztó fonálféregnél (Bursaphelenchus xylophilus). A többi növényi parazita fonálféreggel ellentétben életciklusában közvetítő szervezet is előfordul. Fenyőt parazitáló gombákon képez kolóniát, majd a Monochamus genusba tartozó bogarakon (fenyőcincéreken), mint vektorokon át kerül új gombákra. A bogarak sebet ejtenek a fenyőkön, melyen keresztül a szállított nematoda és gombák is bejutnak a fatestbe.

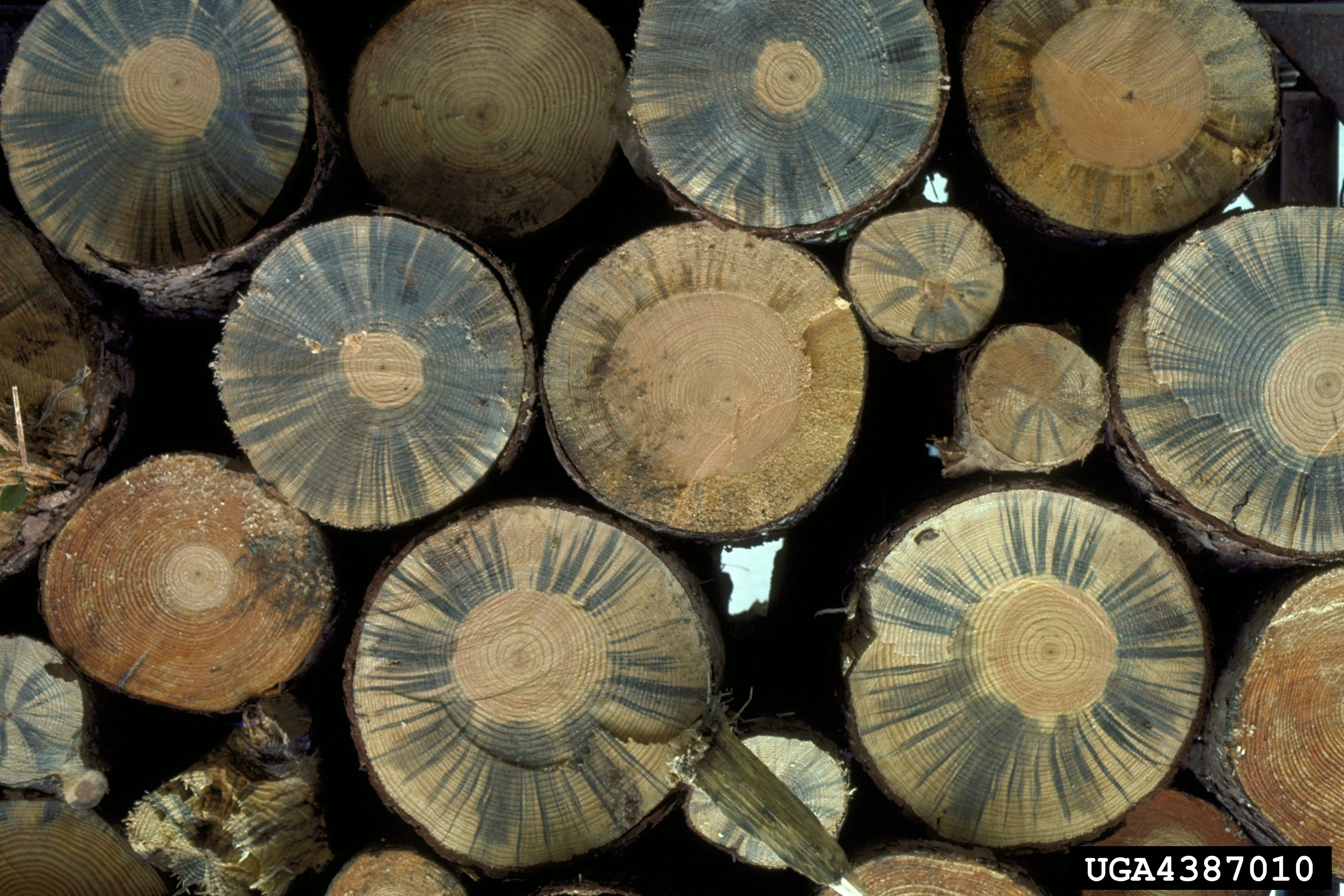
A fenyőhervasztó fonálféreg mikofág életszakasza során fitoparazita gombával táplálkozik. A gomba jelenléte jól látható a fatörzs keresztmetszetének kék színezetében.

Természetes élőhelyén, Észak-Amerikában mitofág életciklus jellemző, vagyis a fonálférgek a fatestben lévő gombák hifáival (gombafonalaival) táplálkoznak. A gombatelepen történik a fonálférgek párzása, tojásrakása és a lárvák fejlődése is, a populáció mérete először gyorsan növekedik, majd lecsökken és kialakulnak a tartóslárvák. A fában a bogarak is tojást raknak, a bábokból felszabaduló anyagok hatására pozitív kemotaxissal a gomba és a nematoda is a báb közelébe kerül. A gomba peritéciumot képez a báb körül, melybe a fonálféreg beletapad. A bogárimágó kikelésekor a gomba és a nematoda is bekerül a trachearendszerbe, így innen a bogár közvetítésével könnyen tovább tud terjedni.
Ázsiában az idegenhonos fonálféreg fitopatogén életmódot folytat. Növényi patogén életciklusa során gombák mellett a faanyagot is fogyaszt, amivel először a növény leveleit hervasztja, majd a teljes élőlényt elpusztítja.